# Дрожь (телесериал)
«Дрожь» (англ. Tremors) — американский телесериал в жанре ужасов и комедии, который транслировался на американском телеканале Sci-Fi Channel в 2003 году. Он основан на фильме «Дрожь земли» и является частью одноимённой франшизы. На Sci-Fi Channel эпизоды сериала шли вразнобой и выходили не по хронологии. Чуть позже, на телеканале G4, эпизоды были показаны в официальном хронологическом порядке.

## Сюжет
Действие сериала разворачивается после событий фильма «Дрожь земли 3». В центре сюжета находится городок Перфекшн и его жители, которые пытаются сосуществовать с грабоидом-альбиносом по имени Эль Бланко и решать проблемы, вызванные неудачными правительственными экспериментами, безумными учёными или безжалостными застройщиками. Также, жителям предстоит борьба с миксмастером — таинственным веществом, из-за которого любой биологический организм мутирует и трансформируется в жуткое чудовище.

## Трансляция
При первом показе на телеканале Sci-Fi Channel эпизоды шли не по порядку. В премьерный показ сериала 1 эпизод («С жадностью») и 6 эпизод («Танец призраков») были представлены как 1 и 2 эпизоды соответственно, в то время как ранний 2 эпизод («Визжи и уничтожь») был показан самым последним в сериале. Из-за этого порядка показа некоторые эпизоды были смонтированы, чтобы больше вписываться в общую хронологию.

## В ролях

### Главные
- Виктор Браун — Тайлер Рид
- Глэдис Хименез — Розалита Санчес
- Майкл Гросс — Берт Гаммер
- Дин Норрис — У. Д. Твитчелл
- Марша Стрэссмен — Нэнси Стернгуд
- Лела Ли — Джоди Чанг

### Второстепенные
- Дж. Д. Уолш — Ларри Норвел
- Кристофер Ллойд — Клетус Поффенбергер
- Сара Рафферти — Кейси Мэтьюз
- Брэнском Ричмонд — Харлоу Уиннемакка
- Роберт Джейн — Мелвин Плагг
- Николас Туртурро — Фрэнк
- Ричард Биггс — Роджер Гаррет

## Сезоны
| Сезон | Серии | Серии | Даты показа   | Даты показа     |
| Сезон | Серии | Серии | Первая серия  | Последняя серия |
| ----- | ----- | ----- | ------------- | --------------- |
| 1     | 13    | 13    | 28 марта 2003 | 8 июля 2003     |

## Эпизоды
Эпизоды представлены в том порядке, в котором они транслировались на телеканале Sci-Fi Channel.

### Сезон 1(2003)
| № общий | № в сезоне | Название                                                            | Режиссёр       | Автор сценария                               | Дата премьеры  |
| --- | ---------- | ------------------------------------------------------------------- | -------------- | -------------------------------------------- | -------------- |
| 1 | 1          | «С жадностью» «Feeding Frenzy»                                      | Брэдфорд Мэй   | С.С. Уилсон, Брент Мэддок, Нэнси Робертс     | 28 марта 2003  |
| Тайлер Рид, новый владелец «Приключений грабоида» Дезерта Джека, прибывает в городок Перфекшн и должен помочь Берту Гаммеру выяснить, почему грабоид по прозвищу Эль Бланко ест гораздо больше, чем должен. Тем временем Мелвин Плагг снова пытается выкупить Перфекшн, на этот раз чтобы построить стриптиз-клуб под названием «Мелвилл». Твитчелл чуть не заставляет Берта убить Эль Бланко, но Берт замечает странный мерцающий свет и вместо этого стреляет в него, уничтожая устройство, которое сводит Эль Бланко с ума от голода. Бандит, которого Мелвин нанял для этого, требует плату, едва ускользнув от Берта, и вызывает Эль Бланко, когда Мелвин отказывается, но Эль Бланко съедает его прежде, чем он успевает что-то сделать. Берт обнаруживает Мелвина и отчитывает его, несмотря на то, что Мелвин утверждает, что невиновен. Вернувшись в город, все принимают Тайлера как члена семьи Перфекшн. |            |                                                                     |                |                                              |                |
| 2 | 2          | «Танец призраков» «Ghost Dance»                                     | Уитни Рэнсик   | С.С. Уилсон, Брент Мэддок                    | 28 марта 2003  |
| Зелёное облако газа появляется на заброшенной серебряной шахте. После того, как обнаруживается, что шахтёры сильно обезвожены, Берт, Твитчелл и Тайлер исследуют шахту, чтобы самим обнаружить газ. Газ на самом деле представляет собой гидрофильные бактерии, которые были разработаны в соседней лаборатории. После того, как лаборатория была заброшена, она вступила в контакт с миксмастером, соединением, которое смешивает нечеловеческую ДНК, предназначенным для создания живого оружия для правительства. Зная, что влага привлечёт облако в город, они решают поймать его в специальный контейнер с помощью самодельного пылесоса, который собрали Тайлер и учёный Клетус, работавший в лаборатории. Национальная гвардия была отправлена, чтобы эвакуировать всех жителей города до того, как произойдёт удар с применением напалма. Джоди и Розалита задерживают их, вызвав Эль Бланко и используя его, чтобы перекрыть дорогу. Благодаря отвлекающему манёвру Нэнси и Клетуса, мужчины заканчивают устройство и Тайлер засасывает существо внутрь. Затем они отправляют Твитчелла с ним в надлежащее государственное хранилище. Однако облако распространило миксмастер, когда пролетало над этой местностью. Вскоре дикая природа и растения превратятся в новых существ. |            |                                                                     |                |                                              |                |
| 3 | 3          | «Ночь визгунов» «Night of the Shriekers»                            | П.Дж. Пеше     | Джон Скалиан, С.С. Уилсон, Брент Мэддок      | 4 апреля 2003  |
| Правительственная команда в Перфекшене обучает визгунов для спасательных операций. Но устройства, контролирующие их, выходят из строя из-за шторма, и визгуны бесчинствуют, убивая большую часть команды. Три визгуна размножаются, и каждый из них возглавляет свою группу. Жители города готовятся выследить визгунов, пока они не размножились и не покинули долину, но им противостоит ведущий учёный проекта, который хочет вместо этого поймать их. Зная, что делают, местные жители заманивают существ в ловушку в доме Берта и начинают их убивать. Однако учёная уничтожает боеприпасы Берта, чтобы остановить их. Это вынуждает Нэнси, Твитчелла и Джоди бежать в безопасное место, но они застревают там из-за пули, застрявшей в петле. Учёная бежит к своему грузовику и пытается заманить в него одного из визгунов, но его ошейник управления не работает, и он убивает её и водителя. Последняя группа пытается пробраться по туннелю Берта после того, как они попытались спуститься в бункер. Нэнси бросает в туннель бомбу, убивая последних визгунов. |            |                                                                     |                |                                              |                |
| 4 | 4          | «Взрыв из прошлого» «Blast from the Past»                           | Майкл Шапиро   | Бабс Грейхоски                               | 11 апреля 2003 |
| Всё начинает идти наперекосяк, когда Тайлер находит на обочине дороги ногу и дельтаплан. Позже Берт и Тайлер обнаруживают грузовик доставки и останки человека, который должен был доставить Нэнси новую печь. Из-за этих нападений Берт приходит к выводу, что на свободе разгуливает убийца. Однако, прежде чем они с Тайлером успевают приступить к работе и убить тварь, приезжают двое из Вегаса. Выясняется, что они наёмники Зигмунда и Рэя, фокусников, которым Нэнси продала ассбластера в «Дрожи земли 3», чтобы вернуть своего ассбластера Мессершмитта после того, как браконьеры не смогли его похитить. Однако они сильно облажались в своей первой попытке получить ассбластера, и один из наёмников чуть не погиб. Понимая, что теперь он слишком умен, чтобы попасться в наземную ловушку, Берт решает использовать дельтаплан, чтобы запустить приманку для Мессершмитта. В итоге они добиваются успеха и связывают его. Берт передаёт его Зигмунду и Рэю, чтобы те вернули его в Вегас. |            |                                                                     |                |                                              |                |
| 5 | 5          | «Флора или фауна» «Flora or Fauna»                                  | Чак Боуман     | С.С. Уилсон, Брент Мэддок                    | 18 апреля 2003 |
| Слишком нетерпеливый турист по имени Ларри Норвел хочет увидеть Эль Бланко (он даже готов взять на себя организацию всей поездки), но его ждёт разочарование. Тем временем жители Перфекшн обнаруживают странного гибрида растения и животного, созданного миксмастером, а также правительственную группу, посланную для изучения влияния миксмастера на долину. Однако некоторые члены группы погибают от очень сильной желудочной кислоты гибрида, оставляя после себя скелеты. В конце эпизода Ларри спрашивает Клетуса об экспериментах с путешествиями во времени, намекая на предыдущую роль Кристофера Ллойда в качестве Дока Брауна из фильма «Назад в будущее», и они, кажется, хорошо ладят, обсуждая эту концепцию. Растение миксмастера в конце концов погибает от яда, который использует Тайлер, прежде чем оно успевает распространить семена, но одно семя выживает в машине Ларри. Однако, когда оно падает на землю, Берт раздавливает его ногой, навсегда уничтожая растение-мутанта. |            |                                                                     |                |                                              |                |
| 6 | 6          | «Стреляй и беги» «Hit and Run»                                      | П.Дж. Пеше     | Кристофер Силбер                             | 25 апреля 2003 |
| Мафиози из Лас-Вегаса привозит своего неверящего в грабоидов друга Фрэнка в Перфекшн, чтобы тот лично увидел Эль Бланко. Однако это оборачивается против него, когда он заходит слишком далеко в попытке вывести Эль Бланко и в итоге оказывается съеденным заживо. Что ещё хуже, у него был ключ от банковского хранилища, которое его банда планировала ограбить. Фрэнк решает отомстить Эль Бланко и вернуть ключ, вызвав подкрепление. Однако всё оборачивается против него, когда выпущенный им гарпун случайно пролетает мимо Эль Бланко из-за того, что Берт им мешает. Фрэнк клянётся вернуть ключ и снова пытается убить Эль Бланко, но Берт прогоняет его. Однако Фрэнк прилипает к верёвке, которую проглотил Эль Бланко, и его тащат за собой в качестве наказания. Позже Берт и Тайлер находят доказательства того, что Фрэнку удалось сбежать. |            |                                                                     |                |                                              |                |
| 7 | 7          | «Маленькая паранойя среди друзей» «A Little Paranoia Among Friends» | Майкл Гроссман | Бабс Грейхоски                               | 20 июня 2003   |
| В течение последних шести месяцев жители Толуки, штат Нью-Мексико, во главе с радиоведущим Сесилом Кэром считали, что в исчезновениях людей виноваты инопланетяне. Однако на самом деле людей пожирает грабоид. Зная больше, чем горожане, Твитчелл отправляет Берта и Тайлера на расследование. Однако горожане считают, что это заговор, а Берта отправили как агента правительства, чтобы скрыть это. Горожане даже отключают сейсмографы, которые Берт устанавливает для отслеживания грабоида, полагая, что это правительственные устройства для отпугивания пришельцев. В конце концов Тайлер придумывает историю о том, что грабоид — это пришелец, и в итоге убивает его с помощью M82. Горожане принимают их как героев, но всё ещё считают Берта правительственным агентом. |            |                                                                     |                |                                              |                |
| 8 | 8          | «Проект 4–12» «Project 4–12»                                        | Чак Боуман     | Джон Скалиан                                 | 27 июня 2003   |
| История о первой встрече жителей Перфекшена с Клетусом Поффенбергером. Когда монстр под кодовым названием Проект 4–12 сбегает и начинает бесчинствовать в долине, Клетус, Берт и Тайлер выслеживают зверя. Тем временем Клетус рассказывает, что 4–12 — это существо, которое он создал с помощью миксмастера, и что его вспышки неконтролируемой ярости были вызваны нехваткой определённого химического вещества, которое он больше не мог найти из-за агрессивной природы животных, из которых был создан 4–12. После долгой охоты Берт вынужден убить 4–12 с помощью самодельного огнемёта, к большому огорчению Клетуса. Горожане хоронят 4–12 по-человечески, надеясь немного приободрить Клетуса и позволяют ему присоединиться к населению Перфекшена. |            |                                                                     |                |                                              |                |
| 9 | 9          | «Права грабоидов» «Graboid Rights»                                  | П.Дж. Пеше     | Кристофер Силбер                             | 11 июля 2003   |
| Активисты, выступающие за права животных (в том числе Минди, дочь Нэнси, бросившая учёбу в колледже), приезжают в Перфекшн, чтобы заставить горожан уехать, думая, что своим присутствием они вредят Эль Бланко. Тем временем Эль Бланко по какой-то неизвестной причине начинает сходить с ума и даже заходит на территории, которых обычно избегает. В конце концов выясняется, что одна из активисток отравила Эль Бланко, чтобы доказать свою версию событий главе активистов, но Эль Бланко случайно проглотил смертельную дозу, когда съел лакея, который оставил яд на видном месте. После этого Эль Бланко ложится на землю и начинает умирать. Бёрту и доктору удаётся создать противоядие, после чего Эль Бланко оказывается спасён Минди, которая, с помощью своих навыков игры в софтбол, кидает ему в пасть лекарство. Эль Бланко спасён, активисты покидают город, а Минди возвращается в колледж после разрыва с лидером активистов, которого Твитчелл арестовал за все акты вандализма и саботажа, совершённые им. |            |                                                                     |                |                                              |                |
| 10 | 10         | «Звуки безмолвия» «The Sounds of Silence»                           | Майкл Шапиро   | Бабс Грейхоски                               | 18 июля 2003   |
| Микмастер создал смертоносный рой мутировавших насекомых, которые заполонили долину и убили табун лошадей и двух строителей. Что ещё хуже, насекомые используют высокочастотные звуковые импульсы, чтобы напасть на Эль Бланко. Будучи особенно чувствительным к высокочастотным звукам, Эль Бланко направляется к подножию гор, чтобы выжить. Тем временем, пока Берта нет в городе, Тайлер вынужден работать с женщиной, у которой, кажется, много общего с выживальщицей, хотя она и утверждает, что при личной встрече они бы невзлюбили друг друга. Кроме того, Ларри вернулся чтобы, скорее всего, остаться жить в Перфекшене. Работая вместе, они заманивают насекомых в дорожную смолу с помощью брачных криков термитов и убивают их, поджигая бензином. Горожанам приходится терпеть Ларри, который решил переехать в Перфекшн, так как ему по душе странности. После того как Ларри помогает избавиться от насекомых, Нэнси разрешает ему пожить в старой комнате Минди, но планирует выгнать его, когда он не сможет найти или построить собственное жильё. |            |                                                                     |                |                                              |                |
| 11 | 11         | «Ключ» «The Key»                                                    | П.Дж. Пеше     | Джон Скалиан, Кристофер Силбер, Брент Мэддок | 25 июля 2003   |
| Фрэнк и Долорес, бывшая жена Макса и девушка Фрэнка, возвращаются в Перфекшн, чтобы продолжить свои поиски Эль Бланко и забрать ключ, который он проглотил ранее. Также, они используют изобретателя, которого Делорес обманом заставляет помочь им с помощью звукового оружия, чтобы оглушить Эль Бланко. Тем временем Ларри встречает в сарае странное существо и называет его «Невидимкой», потому что оно существует, но его нельзя увидеть. В финальной битве Ларри и «Невидимка» отвозят Делорес к Эль Бланко, где её съедают заживо, в то время как Фрэнк убегает. Его подбирает гангстер и привозит в Чикаго, чтобы убить за некомпетентность, проявленную при выполнении простой миссии. Тем временем Ларри находит ключ в навозе грабоида и кладёт его в коллекцию находок металлоискателя, не подозревая о его истинной ценности. |            |                                                                     |                |                                              |                |
| 12 | 12         | «Опасные воды» «Water Hazard»                                       | Чак Боуман     | Нэнси Робертс                                | 1 августа 2003 |
| Мелвин открыл недалеко от Биксби поле для гольфа под названием «Оазис», но его лагуны заполнены водой, украденной из водоносного слоя Перфекшена, и загрязнены миксмастер ом, который создаёт гигантских доисторических креветок, убивающих людей. Тайлер и Розалита оказываются втянуты в это дело, когда Розалита, отчаянно нуждаясь в деньгах, устраивается на работу на поле для гольфа, а Тайлер, оказавшись в такой же ситуации, делает то же самое, исследуя это существо. Тайлера обвиняют в смерти двух полицейских, после чего он проводит ночь в тюрьме из-за того, что не знал о существовании монстров. Там он встречает водителя, который украл воду, и тот рассказывает ему, откуда она у него. В конце концов Берт уговаривает шерифа, своего старого друга, отпустить Тайлера, но он в ярости из-за того, что Тайлер попытался разобраться с ситуацией без него. В итоге Тайлеру приходится разбираться с этим самому, пока Берт в отъезде. Он расставляет ловушку в реке с помощью Розалиты и Твитчелла и убивает гигантскую креветку сухим льдом, потому что они не могут позволить креветкам попасть в воду Биксби и загрязнить её. Твитчелл приходит на помощь, заезжая на своей машине в реку, чтобы создать барьер для креветкок. После этого Розалита кричит на Тайлера и Берта, напоминая им, что они партнёры и должны вести себя как команда. Мужчины мирятся, и Берт, заработавший много денег на лекции, которую он только что прочитал, отказывается от половины вознаграждения, говоря, что Тайлер его заслужил. Затем они напоминают Розалите, что только они втроём знают правду о том, откуда у Мелвина взялась заражённая вода, и он будет отчаянно пытаться это скрыть. В конце концов Розалита использует это, чтобы шантажировать Мелвина и получить тысячи долларов. |            |                                                                     |                |                                              |                |
| 13 | 13         | «Визжи и уничтожь» «Shriek and Destroy»                             | Джек Шолдер    | С.С. Уилсон, Брент Мэддок                    | 8 августа 2003 |
| Твитчелл нанимает Берта и Тайлера, чтобы они отправились в Джунипер, штат Аризона, и уничтожили появившееся там стадо визгунов. Но когда Служба охраны рыбных ресурсов и диких животных присылает своего лучшего агента, тот увольняет Берта и Тайлера и отправляется уничтожать оставшихся визгунов. Успешно убив пятерых из них, оперативник отвозит единственного выжившего визгуна на мельницу, где его будут охранять до прибытия вооружённого транспорта, который заберёт его для изучения. На городском фестивале в честь Дня пионеров оперативник сообщает Твитчеллу о своём успехе, но Берт и Тайлер приходят в ярость, когда узнают, что он сделал. Отчитав оперативника, Берт направляется на мельницу, где агента съедает армия визгунов, прежде чем он успевает сбежать по большой трубе. Берт понимает, что этот путь ведёт к ярмарке, но у них с Тайлером заканчиваются патроны. Это побуждает их отправиться в дом в городе, где хранится «знаменитая» коллекция оружия, но оказывается, что это мушкеты времён Гражданской войны. Когда появляется местная бейсбольная команда, Берт организует из них расстрельную команду, которая успешно убивает всех визгунов. Берт возвращается в Перфекшн, где Нэнси называет запись их приключения «Визжи и уничтожь», а Джоди и Розалита отчитывают Тайлера за то, что он отвлекся на мисс Джунипер во время записи, а затем получил удар от её парня. |            |                                                                     |                |                                              |                |

## Производство

### Разработка
С. С. Уилсон и Брент Мэддок начали разрабатывать сериал по франшизе «Дрожь земли» в 1993 году. Изначально сериал имел несколько других названий: «Вэл и Эрл: Охотники на монстров», «Дрожь: Потерянные монстры» и «Дрожь: Приключения Вэла и Эрла». В связи с тем, что съёмки сериала проходили одновременно со съёмками фильма «Дрожь земли 4: Легенда начинается», актёр Майкл Гросс не смог принять участие во всех эпизодах сериала.

### Закрытие
Несмотря на то, что во время премьеры сериал показал очень высокие просмотры, со временем рейтинги сериала начали падать и не смогли достичь успехов конкурента — «На краю Вселенной». Вскоре после финала 1 сезона Sci-Fi Channel объявил, что не будет продлевать сериал на 2 сезон. Одной из причин закрытия сериала, озвученных телеканалом, была слишком дорогая стоимость производства, которую сериал не смог отбить.

## Возрождение
В сентябре 2016 года стало известно, что стриминговый сервис Amazon Prime Video разрабатывает новый сериал по франшизе. Однако, в июне 2017 года права на трансляцию сериала приобрёл телеканал Syfy, который объявил, что заказал пилотный эпизод для будущего сериала. При этом, к съёмкам был привлечён Кевин Бейкон, который должен был исполнять роль Вэла МакКи. Режиссёр Винченцо Натали был назначен в качестве руководителя съёмок пилота. В апреле 2018 года Бейкон объявил, что Syfy решил не продолжать производство сериала и закрыл его, несмотря на то, что пилотный эпизод и тизер-трейлер сериала были полностью готовы.